# Мореро, Лиз-Мари
Лиз-Мари́ Мореро́ (фр. Lise-Marie Morerod; род. 16 апреля 1956, Ормон-Десю) — швейцарская горнолыжница, специалистка по слалому и гигантскому слалому. Выступала за сборную Швейцарии по горнолыжному спорту на всём протяжении 1970-х годов, серебряная и бронзовая призёрка чемпионатов мира, победительница 24 этапов Кубка мира, обладательница пяти малых Хрустальных глобусов, обладательница Кубка мира в общем зачёте, 11-кратная чемпионка швейцарского национального первенства, участница зимних Олимпийских игр в Инсбруке.

## Биография
Лиз-Мари Мореро родилась 16 апреля 1956 года в муниципалитете Ормон-Десю кантона Во, Швейцария. Серьёзно заниматься горнолыжным спортом начала с двенадцати лет, проходила подготовку в клубе SC Diablerets под руководством тренера Жана-Франсуа Мезона.
Впервые заявила о себе в 1972 году, став чемпионкой Швейцарии в программе гигантского слалома и выиграв в той же дисциплине серебряную медаль на чемпионате Европы среди юниоров в Мадонна-ди-Кампильо. Год спустя вошла в основной состав швейцарской национальной сборной и дебютировала в Кубке мира.
Первого серьёзного успеха на взрослом международном уровне добилась в сезоне 1974 года, когда на домашнем чемпионате мира в Санкт-Морице завоевала бронзовую медаль в слаломе, пропустив вперёд только представительницу Лихтенштейна Ханни Венцель и француженку Мишель Жако. Этот успех стал для многих неожиданностью, поскольку Мореро стартовала лишь под 39 номером и не рассматривалась в числе фавориток.
В 1975 году Лиз-Мари Мореро выиграла несколько этапов Кубка мира и по итогам сезона получила сразу два малых Хрустальных глобуса: в слаломе и гигантском слаломе.
Благодаря череде удачных выступлений удостоилась права защищать честь страны на зимних Олимпийских играх 1976 года в Инсбруке, однако попасть здесь в число призёров не смогла — в слаломе в первой попытке не финишировала и не показала никакого результата, тогда как в гигантском слаломе финишировала четвёртой, остановившись в шаге от призовых позиций. Кроме того, в этом сезоне выиграла малый Хрустальный глобус в гигантском слаломе, а в общем зачёте всех дисциплин заняла второе место, уступив титулованной немке Рози Миттермайер.
После инсбрукской Олимпиады Мореро осталась в главной горнолыжной команде Швейцарии и продолжила принимать участие в крупнейших международных соревнованиях. Так, в 1977 году она вновь выиграла Кубок мира в слаломе и гигантском слаломе, также на сей раз стала обладательницей Кубка мира в общем зачёте.
В 1978 году побывала на мировом первенстве в Гармиш-Партенкирхене, откуда привезла награду серебряного достоинства — в гигантском слаломе её обошла только немка Мария Эппле. При этом в классическом слаломе заняла седьмое место. Летом того же года попала в серьёзную аварию на машине, в результате чего на шесть недель впала в кому и затем оставалась в больнице в общей сложности около шести месяцев. В аварии она получила множественные переломы костей и травму головы, из-за которой частично потеряла память.
Восстановившись от травм, в сезоне 1979/80 Мореро предприняла попытку вернуться в большой спорт, но её результаты были далеки от прежних. Наиболее успешно она выступила на этапе Кубка мира во французском Сен-Жерве-ле-Бен, заняв одиннадцатое место в гигантском слаломе. Не участвовала в квалификации на Олимпийские игры в Лейк-Плэсиде, по совету врачей приняла решение завершить спортивную карьеру. В течение карьеры она в общей сложности 41 раз поднималась на подиум различных этапов Кубка мира, в том числе 24 этапа выиграла. Является, помимо всего прочего, 11-кратной чемпионкой Швейцарии по горнолыжному спорту. Трижды признавалась лучшей спортсменкой года в своей стране.